# Impresión a doble cara
La impresión a doble cara o impresión dúplex es una característica de las impresoras que permite imprimir automáticamente una hoja de papel por las dos caras.
La mayoría de las impresoras pueden imprimir automáticamente por un único lado del papel (impresión simple). Las impresoras de doble cara utilizan un alimentador especial de documentos o una unidad que da la vuelta al papel tras haber impreso la primera cara. Este sistema funciona junto con un software que permite al ordenador imprimir por las dos caras.
Normalmente la impresión dúplex (a dos caras) viene integrada en impresoras especiales de doble cara, pero actualmente algunas impresoras pueden modernizarse adquiriendo la impresión dúplex.
Estos dispositivos poseen la ventaja de ahorrar al usuario el esfuerzo de dar la vuelta manualmente al papel si quieren imprimir por las dos caras con una impresora normal.
Para realizar la impresión a doble cara de forma manual, es necesario que el orden de impresión sea invertido. Es decir, la última página que se imprima debe ser la primera página del documento. En primer lugar se deben imprimir las páginas impares. A continuación deben insertarse los folios anteriores en la bandeja de la impresora, prestando atención a que la orientación sea la correcta. Finalmente se imprimen las páginas pares.